# Limotettix myralis
Limotettix myralis är en insektsart som beskrevs av Medler 1958. Limotettix myralis ingår i släktet Limotettix och familjen dvärgstritar. Inga underarter finns listade i Catalogue of Life.